# Sotresgudo
Sotresgudo – gmina w Hiszpanii, w prowincji Burgos, w Kastylii i León, o powierzchni 172,19 km². W 2011 roku gmina liczyła 515 mieszkańców.